# Allen Frances
Allen J. Frances, född 2 oktober 1942, är en amerikansk psykiater. För närvarande är han professor och ordförande emeritus för Institutionen för psykiatri och beteendevetenskaper vid Duke University School of Medicine. Han är mest känd för att ha varit ordförande för den arbetsgrupp inom American Psychiatric Association som övervakade utvecklingen och revideringen av den fjärde upplagan av Diagnostic and Statistical Manual of Mental Disorders (DSM-IV). Frances är grundare och redaktör för två välkända psykiatriska tidskrifter: Journal of Personality Disorders och Journal of Psychiatric Practice.
Under utvecklingen av den nuvarande diagnostiska manualen, DSM-5, blev Frances kritisk mot hur psykiatrins gränser suddades ut allt mer och opponerade sig också mot medikaliseringen av normalt mänskligt beteende, problem som han hävdar leder till överdiagnostisering och överbehandling av de "oroliga friska" och bristande behandling av allvarligt sjuka. På senare år har Frances blivit en tydlig förespråkare för förbättrad behandling och samhällsvillkor för allvarligt psykiskt sjuka, lämplig användning av elektrokonvulsiv terapi vid svåra fall av psykisk sjukdom, och en integrerad, biopsykosocial syn på psykiatri.
Frances är författare eller medförfattare till flera böcker inom psykiatri och psykologi, inklusive: Differential Therapeutics (1984), Your Mental Health (1999), Saving Normal (2013), Essentials of Psychiatric Diagnosis (2013) och Twilight of American Sanity (2017).